# New York World
Die New York World war eine US-amerikanische Zeitung, die von 1860 bis 1931 in New York City erschien.
Anfangs hatte die Zeitung wenig Erfolg, was sich erst änderte, nachdem Joseph Pulitzer sie 1883 aufkaufte. Zum Erfolg trug bei, dass Pulitzer in dem Blatt Aufsehen erregende, teils auch sensationalistische Geschichten brachte, die vor allem aber tagesaktuell waren und sich von dem zuvor üblichen Aufsatzstil durch ihre direkte Erzählweise abhoben. Nellie Bly, eine Journalistin des Blatts, verkörperte mit ihren Erlebnisberichten und investigativen Reportagen den neuen Ton. In einer Aktion, die für den Journalismus dieser Zeit neu war, reiste sie, angeregt durch Jules Vernes Roman In 80 Tagen um die Welt, in nur 72 Tagen um die Erde.
1895 erschien die New York World als erste Zeitung mit einer Beilage im Farbdruck. Zur selben Zeit nahm auch die Bedeutung der Comicbeilagen zu. Richard Felton Outcaults Comic The Yellow Kid – einer der ersten Zeitungscomics – war ab 1895 unter dem Titel Hogan’s Alley in der World erschienen. Outcault wurde jedoch kurz darauf von William Randolph Hearst für das New York Journal abgeworben. Der Zeitungskrieg zwischen Pulitzer und Hearst bestimmte in den nächsten Jahren die beiden Zeitungen – und trug wesentlich zur Entstehung des modernen Boulevardjournalismus bei, der noch heute im Englischen nach der Comicfigur „yellow press“ genannt wird.
Nach Pulitzers Tod, 1911, ging die Zeitung an seinen Sohn über. Im Dezember 1913 erschien in der World das erste Kreuzworträtsel der Welt. In den folgenden Jahren verlor das Blatt weiter an Auflage. 1931 schloss es sich mit dem Evening Telegram zusammen und erschien ab da unter dem Namen New York World-Telegram.